# PlayTV
PlayTV és el nom d'un aparell suplementari per a la consola de videojocs PlayStation 3. Permet rebre i enregistrar senyals de televisió digitals. Llançat originàriament l'any 2008, fou distribuït exclusivament als territoris en què les emissions terrestres digitals feien servir l'estàndard DVB-T.

## Característiques

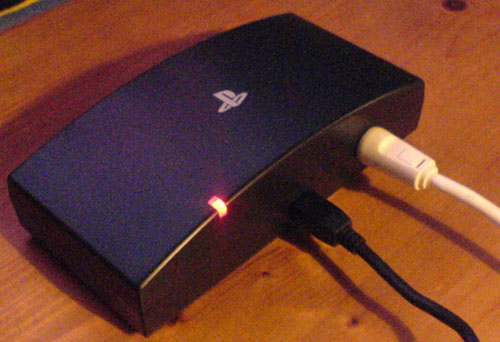
L'accessori PlayTV connectat al cable de l'antena

El PlayTV permet als usuaris mirar els canals terrestres gratuïts (DVB-T) disponibles a la pròpia regió a través de l'antena des de la consola PlayStation 3. Els usuaris també poden activar els subtítols i la descripció d'àudio, consultar la guia de programes i enregistrar programes mentre miren un altre canal o juguen a un joc. L'aplicació roman utilitzable avui dia només als territoris que no han passat a emetre plenament en DVB-T2, estàndard que l'aparell no admet pas. Els continguts PlayTV també són visualitzables mitjançant la funció Remote Play, que permet mirar els canals amb una consola PSP o el telèfon Sony Ericsson Aino.
L'aplicació PlayTV és compatible amb el català per als texts de la pantalla. És l'únic títol de la consola PlayStation 3 que inclou oficialment aquesta llengua com a opció.